# Just Be: Remixed
Just Be: Remixed là một album tổng hợp của Tiësto đó là một album iTunes độc quyền, nhưng nó đã được thực hiện thông qua cửa hàng âm nhạc trực tuyến kỹ thuật số Nettwerk của, Napster và Black Hole Recordings website. Các bài hát trong album này là bản remix từ album gốc của Tiësto Just Be. Các bài hát được đặt tên Adagio for Strings là bản remix của bài hát nổi tiếng cùng tên của Samuel Barber.

## Danh sách bài hát
| Just Be: Remixed Disc 1 | Just Be: Remixed Disc 1                   | Just Be: Remixed Disc 1 |
| STT                     | Nhan đề                                   | Thời lượng              |
| ----------------------- | ----------------------------------------- | ----------------------- |
| 1.                      | "Love Comes Again (Mark Norman Remix)"    | 7:22                    |
| 2.                      | "Traffic (Max Walder Remix)"              | 7:34                    |
| 3.                      | "Traffic (DJ Montana 12" Edit)"           | 7:49                    |
| 4.                      | "Nyana (T4L Remix)"                       | 8:17                    |
| 5.                      | "UR (Junkie XL Air Guitar Remix)"         | 12:36                   |
| 6.                      | "UR (Leama & Moor Remix)"                 | 10:14                   |
| 7.                      | "A Tear In The Open (Leama & Moor Remix)" | 9:56                    |

chú ý: Tom Holkenborg (Junkie XL) xuất hiện lịch sự của Roadrunner Records B.V
| Just Be: Remixed Disc 2 | Just Be: Remixed Disc 2                         | Just Be: Remixed Disc 2 |
| STT                     | Nhan đề                                         | Thời lượng              |
| ----------------------- | ----------------------------------------------- | ----------------------- |
| 1.                      | "Just Be (Antillas Club Mix)"                   | 9:51                    |
| 2.                      | "Just Be (Antillas Dub Mix)"                    | 9:21                    |
| 3.                      | "Just Be (514 Remix)"                           | 8:51                    |
| 4.                      | "Just Be (Wally López La Factoria Vocal Remix)" | 9:01                    |
| 5.                      | "Adagio for Strings (Danjo & Styles Remix)"     | 11:25                   |
| 6.                      | "Adagio for Strings (Phynn Remix)"              | 8:21                    |
| 7.                      | "Adagio for Strings (Fred Baker Remix)"         | 7:11                    |